# アトランタ
アトランタ（英語：Atlanta、英語発音: [ætˈlæntə] ( 音声ファイル)、現地発音: [ætˈlænə] ( 音声ファイル)）は、アメリカ合衆国のジョージア州北西部に位置する都市。同州の州都である。市域の大部分はアトランタに郡庁を置くフルトン郡の郡庁所在地内にあり、一部東隣のディカーブ郡にかかっている。市域人口は498,715人（2020年国勢調査）で同州最大、全米では第38位である。2023年の推計人口では50万人を突破した。また、フルトン郡を中心に29郡にまたがる都市圏は人口6,089,815人（2020年国勢調査）を数え、全米第9位の規模である。この都市圏にアトランタ・サンディスプリングス・ロズウェルなどをあわせた広域都市圏は6,930,423人（2020年国勢調査）の人口を抱え、全米第10位である。

## 概要
古くは鉄道交通のハブとして、また綿花産業の中心地として栄えた。やがてコカ・コーラ、デルタ航空、CNNなど多数の大企業が本社を置くようになり、ジョージア州のみならずアメリカ南部の商業・経済の中心地としての役割を担うようになった。1990年代に入るとアトランタはアメリカ南部にとどまらず、国際的にも影響力を持つまでになり、先進国の都市の中では最も高い成長を遂げている都市の1つに数えられるようになった。経済面での国際的な影響力に加え、「世界で最も忙しい空港」と呼ばれるハーツフィールド・ジャクソン・アトランタ国際空港 を擁し、1996年の夏季オリンピック・パラリンピック開催地としても世界的な知名度を有するアトランタは、2014年、アメリカのシンクタンクが公表したビジネス・人材・文化・政治などを対象とした総合的な世界都市ランキングにおいて、世界第36位の都市と評価された。
アトランタは南部特有の夏の蒸し暑さと冬の温暖さから、「ホットランタ」(Hotlanta) という異名をつけられている。アトランタの南、メーコンを拠点として活動しているバンド、オールマン・ブラザーズ・バンドは、1971年にこの異名を取った「ホットランタ」(Hot 'Lanta) という楽曲を発表した。アトランタの住民は「アトランタンズ」(Atlantans) と呼ばれている。

## 歴史

### 市の創設と初期

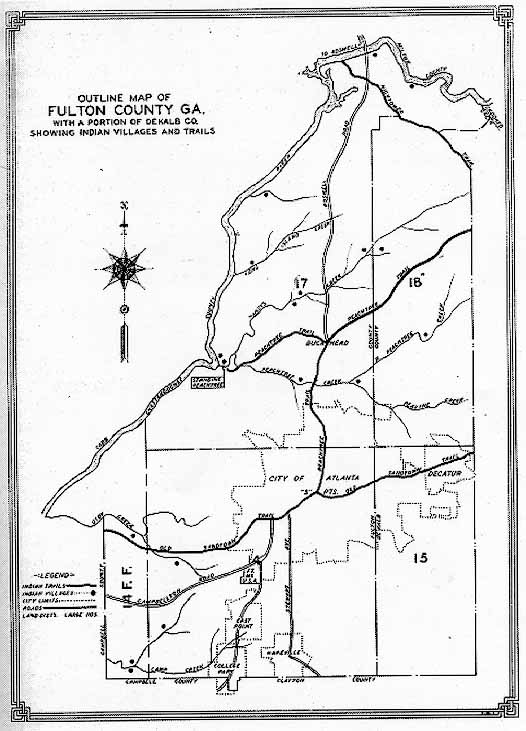
1815年頃のインディアン・トレイルが示されたアトランタ周辺の地図（ただしフルトン郡境とアトランタ市境は19世紀後半のもの）

現在アトランタという都市が存在しているこの地には、古くはスタンディング・ピーチツリーと呼ばれる、ネイティブ・アメリカンの村があった。1822年にチェロキー族とクリークス族がヨーロッパ人入植者に土地を割譲し、この地にディケーターという名の入植地が建設された。その後間も無く非公式の取引所がヨーロッパ人の入植地へと発展し、スラッシャービルと名付けられた。
1836年12月21日にジョージア州議会はこの地と中西部との通商ルートを提供するため、アパラチア山脈を越えてテネシー州チャタヌーガへと通ずるウェスタン・アンド・アトランティック鉄道の建設案を可決した。一方、この一帯に住み着いていたチェロキー族は、1830年に成立したインディアン移住法の結果、強制移住によって土地を追われた。ネイティブ・アメリカンの去った土地には、鉄道を敷く余地が残された。1842年、マーサズビル (Marthasville) と名を変えたこの町には6棟の建物が建ち、30人の住民が住んでいた。その後も幾度か町名が変わった後、ジョージア鉄道の主任技術者エドガー・J・トムソンは、この地をアトランティカ・パシフィカ (Atlantica-Pacifica) という名に変えることを提案した。この名はすぐに「アトランタ」に縮められた。住民はこの名に賛同し、1847年12月29日、町はアトランタという名で正式な町になった。1854年には、アトランタとジョージア州西部、アラバマ州との州境近くの町ラグレンジとを結ぶ鉄道が開通した。1860年には、町の人口は9,554人へと増えた。

### 南北戦争と再建
南北戦争時には、アトランタは鉄道交通・軍需品供給の中心地として重要な地であった。1864年5月、テネシーから州境を越えた北軍は、勝利を重ねながらアトランタを目指して南へと軍を進めた。ピーチツリークリークの戦い、アトランタの戦い、エズラ教会の戦いなど、アトランタ方面作戦 と呼ばれるこれら一連の戦いにおいて、アトランタとその周辺、特に北側の地域は激しい戦闘の繰り広げられる戦場と化した。1864年9月1日に南軍のジョン・ベル・フッド将軍はアトランタから逃れ、ついにアトランタは陥落した。逃亡に当たって、フッドは全ての公共の建物・南軍の資産を破壊するように命じた。翌9月2日にジェームズ・カルホーン市長は市を明け渡した。9月7日には北軍のウィリアム・シャーマン将軍は民間人に対し市外への避難命令を出した。次いで11月11日にはシャーマンはさらに南への進軍に当たって、教会と病院を除いて、アトランタの町を全て焼き払うように命じた。

アトランタ方面作戦（赤: 南軍, 青: 北軍）

南北戦争が終わると、やがて市の再建が始まった。1867年から1888年にかけては、レコンストラクションを確実なものにするため、アメリカ合衆国陸軍がアトランタの南西に立地するマクファーソン兵舎を占拠した。奴隷の身分から解放され、自由の身となったアフリカ系アメリカ人の助けとなるため、解放黒人局はアメリカ伝道師教会 (American Missionary Association, AMA) をはじめとする解放黒人支援団体と協力体制を築いた。AMAは1866年、ストアーズ・スクールおよびサマー・ヒル・スクールという、アフリカ系の生徒のための学校を2校設立した。これらの学校は1872年にアトランタ公立学区に組み入れられた。また、AMAはアフリカ系教師養成の一環として、1865年にアトランタ大学（現在のクラーク・アトランタ大学）も設立した。アトランタ大学は Historically Black College と呼ばれる、アフリカ系市民に高等教育の機会を与えるために設立された大学としては、アトランタで初めて設立されたもののうちの1校である。ウォッシュバーン孤児院を設立したのもAMAであった。アトランタ第一会衆派教会 (The First Congregational Church of Atlanta) は、北部の白人、AMA、アトランタの解放黒人の協働によって生まれた。
一方、南北戦争後のアトランタの経済的な再建に寄与したのは綿花産業であった。1838年までは、この一帯では綿花は主要産品ではなかった。しかし、1870年代半ば頃までには、綿花はアトランタ地域経済において鍵となる農産品としての地位を得ていた。1870年代には、アトランタは綿花積出の内陸港湾としては、アメリカ合衆国南東部で4番目に大きい河港を有していた。1881年10月5日には、アトランタで国際綿花博覧会が開かれた。この博覧会には33の州とアメリカ合衆国外の6つの国から1,013点の展示品が集まった。かつての北軍将軍、ウィリアム・シャーマンもこの博覧会を訪れ、17年ぶりに目にしたアトランタの再建に感銘を受けた。
1868年には州都がミレッジビルからアトランタに移された。アトランタはジョージア州の歴史において、サバンナ、オーガスタ、ルイスビル、ミレッジビルに次ぐ5番目の州都である。アトランタが州都に選定された背景には、南北戦争後のアトランタの復興と鉄道の便のよさが評価されたことに加えて、「もしもアトランタが州都に選定された場合、州会議事堂をはじめとする州の各種機関のための建物を10年間無償で提供する」とアトランタ市当局が州政府に働きかけたこともあった。1880年代に入ると、アトランタ・コンスティテューション（現アトランタ・ジャーナル=コンスティテューション）紙の編集者ヘンリー・グレイディーは、農業への依存度を減らし、近代化した経済に根ざした「新南部」（ニュー・サウス、New South）を提唱した。その実現の一環として、1885年には高度な職業訓練・工業技術訓練を主目的とする学校としてジョージア工科大学を設立した。またこの頃、南北戦争後のアトランタで初となる病院、アトランタ病院（現セント・ジョセフス病院）が設立された。

### 20世紀

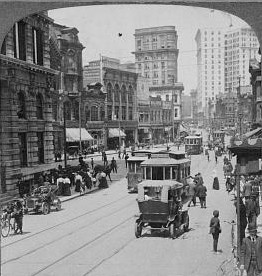
アトランタのメインストリート、ピーチツリー・ストリート（1907年）

こうしてアトランタは南北戦争から立ち直り、州の政治の中心としても、経済の中心としても発展を遂げていった。しかし、奴隷制が無くなっても人種間の緊張が無くなることはなく、むしろ高まっていった。1906年に起こったアトランタ人種暴動では、少なくとも27人の死者、70人の負傷者を出した。1913年には反ユダヤ主義を背景とした冤罪事件（レオ・フランク事件）もこの地で起きている。
1939年12月15日、「風と共に去りぬ」のプレミア公演がアトランタのロウズ・グランド・シアター (Loew's Grand Theatre) で行われた。この映画はアトランタ出身の作家マーガレット・ミッチェルの小説が原作である。プレミアにはクラーク・ゲーブル、ヴィヴィアン・リー、オリヴィア・デ・ハヴィランドらも訪れた。
第二次世界大戦中には、郊外のマリエッタにあったベル・エアクラフトの工場など製造業、特に軍需産業が発展し、市の人口と経済の発展に大きく寄与した。第二次世界大戦が終わった翌年、1946年には、疾病予防管理センター (Centers for Disease Control and Prevention, CDC) が設立された。
1954年、連邦最高裁判所がブラウン対教育委員会裁判において、公立学校における人種分離はアメリカ合衆国憲法修正第14条に反するとした判決を下すと、アトランタでも人種差別撤廃への機運が高まっていった。アトランタにおける人種間の緊張はより暴力的手段に訴えるものに変わっていった。1958年10月12日、ピーチツリー・ストリート沿いに建つユダヤ教の寺院が爆破されるという事件が起こった。このシナゴーグのラビであったジェイコブ・ロスチャイルドは人種統合の擁護者であった。この事件は、自らを「南部連合の地下組織」と呼ぶ反セム派の白人たちによるものであるとされた。
1960年代に入ると、アトランタは公民権運動の中心地の1つになった。アトランタにおける公民権運動では、マーティン・ルーサー・キング牧師に加えて、地元のアフリカ系の学生たちがリーダー的な役割を果たした。公民権運動において最も重要な役割を果たした団体のうち、南部キリスト教指導者会議 (Southern Christian Leadership Conference) と学生非暴力協力委員会 (Student Nonviolent Coordinating Committee) の2つはアトランタに本部を置いていた。しかし、公民権運動の最中における数々の抗議にもかかわらず、アトランタの政治・経済のリーダーは「憎む間も無いほど忙しい都市」というイメージを作り上げていた。1961年、市長アイバン・アレン・ジュニアは、その当時の南部の白人市長としては珍しく、公立学校における差別撤廃を擁護する側に立っていた。

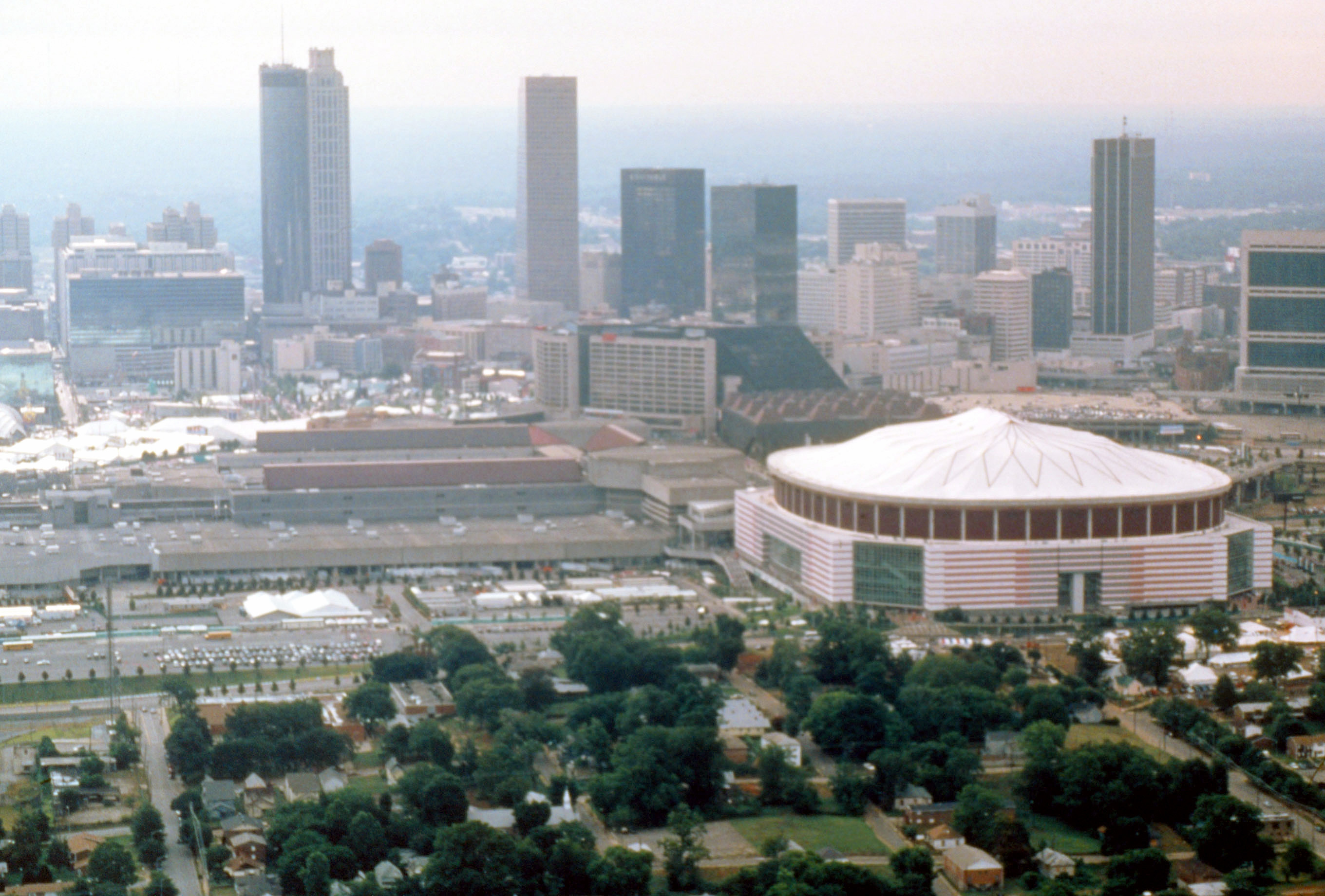
1996年、アトランタは夏季オリンピックの開催地として世界を迎え入れた。

1973年にはメイナード・ジャクソンが市長に当選し、南部の主要都市では初となる、アフリカ系の市長誕生となった。20世紀後半においては、アフリカ系の住民はアトランタの人口構成における多数派となった。しかしその後、郊外化、物価の高騰、地域経済の発展によって新たな住民が流入し、アトランタの総人口のうちアフリカ系が占める率は1990年に66.8%に達したのをピークに減少し、2000年代中盤では50%台に落ち込んでいる。また、新たにアトランタに流入してきた住民の中にはラテン系やアジア系もおり、アトランタにおける人種構成は多様性を増してきている。
1990年、アトランタは1996年夏季オリンピックの開催地に選定された。アメリカ合衆国の都市としてはアトランタはセントルイス（1904年）、ロサンゼルス（1932年・1984年）に続いて、3番目となる開催都市であった。オリンピック開催の告知に続いて、アトランタでは市の公園、スポーツ施設、および交通網の整備など、大規模な建設プロジェクトが進んだ。しかし市がオリンピックに沸く一方で、9,000人ものホームレスが不当に逮捕されたり、オリンピック関連施設の建設用地確保のためにスラムが取り壊されたり と、貧困層はしわ寄せを受けた形となった。会期中の7月27日には、センティニアル・オリンピック・パークで爆破事件が起こった。

## 地理
アトランタは北緯33度45分18秒 西経84度23分24秒 / 北緯33.75500度 西経84.39000度に位置している。アトランタの姉妹都市の1つでもある日本の福岡市とはほぼ同緯度である。アメリカ合衆国統計局によると、アトランタ市は総面積343.0km2 (132.4mi2) である。このうち341.2km2 (131.7mi2) が陸地で1.8km2 (0.7mi2) が水域である。総面積の0.51%が水域となっている。標高は場所によってかなり異なり、概ね225-320mの範囲にある。ハーツフィールド・ジャクソン・アトランタ国際空港付近では標高約313mである。
アトランタの市街はチャッタフーチー川南岸の丘陵上に広がっている。東部分水嶺はちょうどアトランタを通っている。分水界は市の南からダウンタウンまで北上し、ダウンタウンからはデカル・アベニューとCSXの線路に沿って東へと方向を変える。そのため、アトランタ市南部や東部に降った雨は大西洋へと流れていくのに対し、市北部や西部に降った雨はメキシコ湾へと流れていく。
このうちメキシコ湾に注ぐほうである、市の北西を流れるチャタフーチ川の河岸は、川の自然がまだ多く残されており、チャタフーチ川国立レクリエーションエリアに指定されている。しかしその下流では、渇水時の過剰取水や増水時の汚染などが、対岸のアラバマ州や河口近くのフロリダ州との間で、法的な諍いの元ともなっている。

### 気候
アトランタの気候は蒸し暑い夏と、概ね温暖で時折肌寒くなることのある冬に特徴付けられる。アメリカ合衆国東海岸や南部の多くの地域同様、ケッペンの気候区分では温暖湿潤気候 (Cfa) に属する。最も暑い7月には平均気温は摂氏27度、最高気温は摂氏32度に達する。一方、最も寒い1月でも、平均気温は摂氏6度ほど、最低気温は1度である。しかしながら、数年に一度の寒波では、最低気温が－10度を下回る寒さになり、真冬日も観測される。観測史上最高気温は摂氏40.6度、史上最低気温は氷点下22.8度である。年間降水量は1,270mmで、年間を通じて平均的に降雨がある。冬にはわずかながら降雪も見られる。年間降雪量は約5cmである。湿度は1年を通じて概ね高く、冬でも午前中の相対湿度は約80%、夏は90%近くに達する。
|              | 1月   | 2月   | 3月   | 4月  | 5月  | 6月   | 7月   | 8月  | 9月   | 10月 | 11月  | 12月 | 年      |
| ------------ | ----- | ----- | ----- | ---- | ---- | ----- | ----- | ---- | ----- | ---- | ----- | ---- | ------- |
| 平均気温 (℃) | 6.3   | 8.4   | 12.4  | 16.7 | 21.2 | 25.2  | 26.8  | 26.3 | 23.1  | 17.4 | 12.2  | 7.4  | 17.0    |
| 降水量 (mm)  | 106.7 | 119.4 | 121.9 | 86.4 | 94.0 | 101.6 | 134.6 | 99.1 | 114.3 | 86.4 | 104.1 | 99.1 | 1,267.6 |

## 都市概観

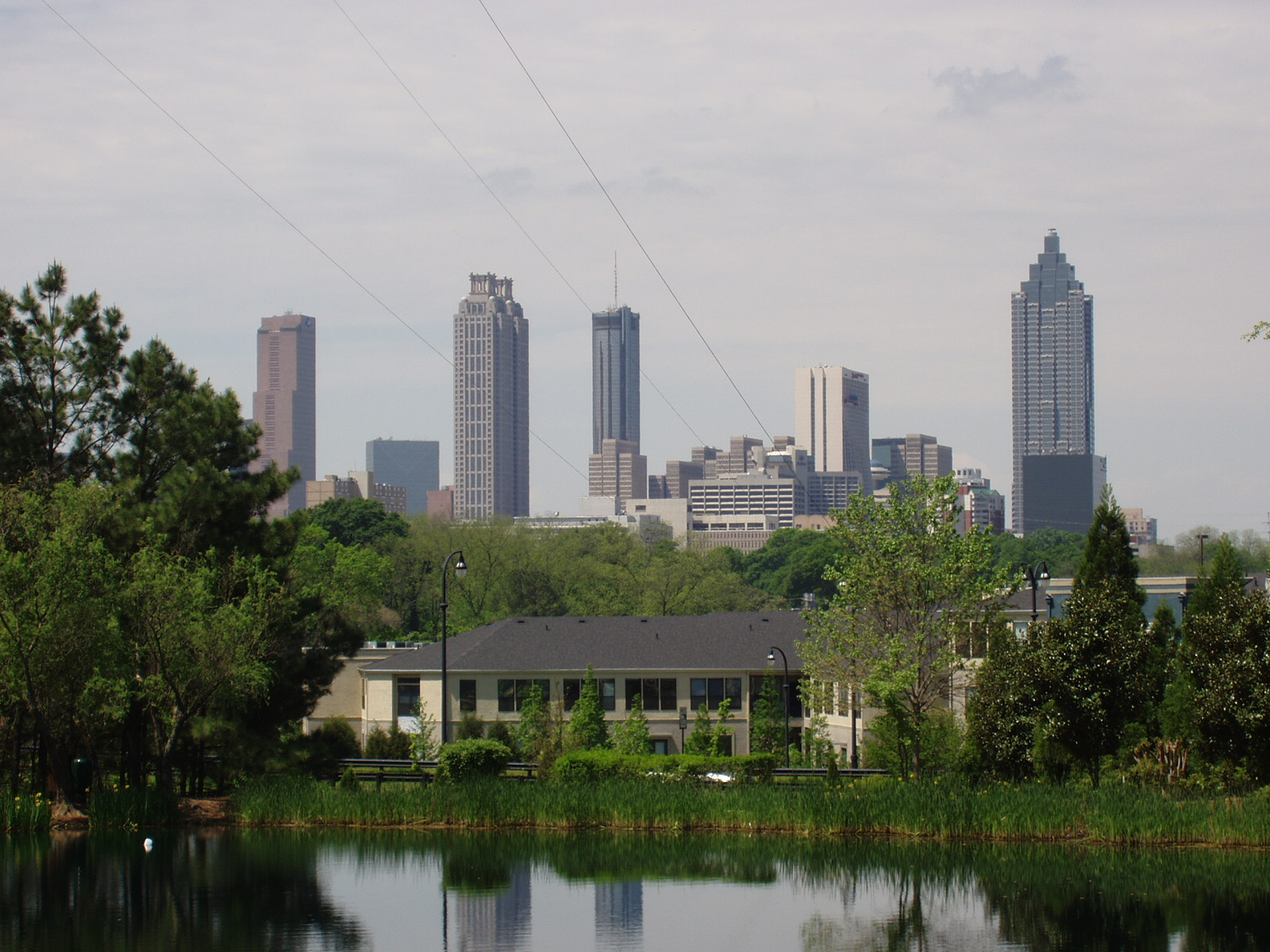
ダウンタウン

アトランタの業務・商業はダウンタウン、ミッドタウン、バックヘッドの3か所に集中している。ダウンタウンはアトランタで最も古くから発展した地域で、3か所の業務・商業集積地のうちで最大のものである。ダウンタウンにはCNNなどの企業の本社をはじめ、州政府・市政府の各種機関の施設、さらには市の名所も集中している。ダウンタウンの北約2kmに位置するミッドタウンは1987年にワン・アトランティック・センターが完成してから急速に発展した地域で、アトランタ連邦準備銀行が立地する金融センターである。ダウンタウンの北約15km、市域の北部約1/5を占めるバックヘッドは、もともとは高級住宅地であったが、1980年代から中高層のオフィスビルが建つようになり、職住近接型のオフィス街へと変貌を遂げた。また、バックヘッドは大型のショッピングモールが立地するアトランタきってのショッピング・エリアでもあり、バーやナイトクラブが立ち並ぶ歓楽街でもある。
ダウンタウンの中心となっているファイブ・ポインツはアトランタの中心でもあり、アトランタ・マルタのターミナルともなっている。ファイブ・ポインツの地下には、各種ショップやレストラン、バーが建ち並ぶダウンタウンきってのショッピング・エンタテイメントエリア、アンダーグラウンド・アトランタがある。ジョージア州会議事堂やアトランタ市庁舎をはじめ、州政府・市政府の各種機関の施設はファイブ・ポイントの南に隣接するサウス・セントラル・ビジネス・ディストリクトに集中している。ダウンタウンの北に隣接するホテル・ディストリクトにはリッツ・カールトンやウェスティン、エンバシー・スイーツなどの高級ホテルが軒を連ねている。

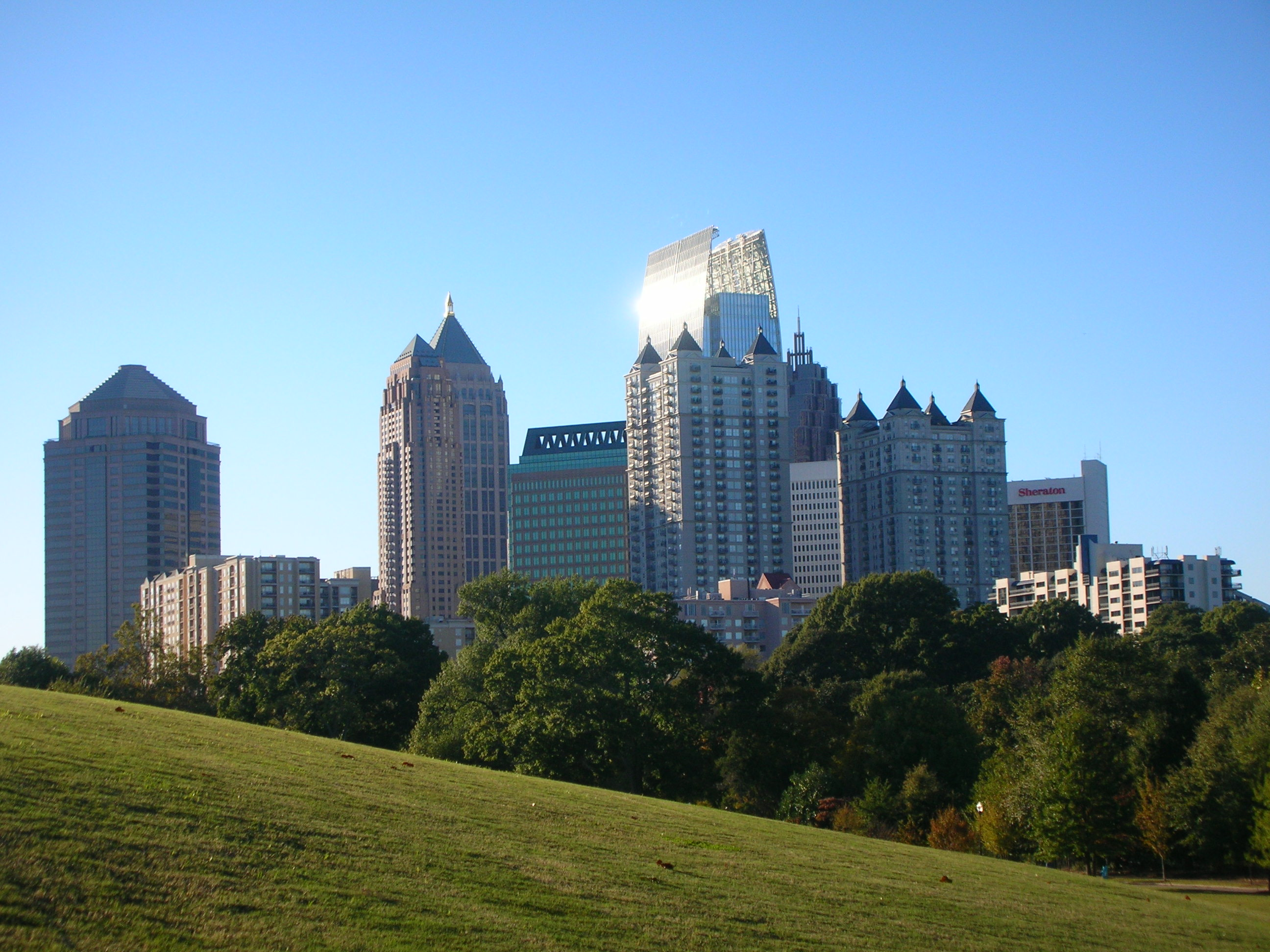
金融街として成長著しいミッドタウン

ミッドタウンはビジネス街として成長を続けている。しかし、ミッドタウンは単にビジネス街であるのみならず、ヴィクトリア調の家屋が建ち並ぶ閑静な住宅街でもあり、美術館や演技芸術ホールが集中する芸術の中心地でもある。ミッドタウンの北には、ピードモント・パークやアトランタ植物園といった広大な緑地が隣接している。ミッドタウンの西にはジョージア工科大学のキャンパスが広がっている。2006年初めには、アトランタ市長シャーリー・フランクリンは「ミッドタウン・マイル」構想を打ち出した。これはミッドタウンを縦貫するピーチツリー・ストリートの14ブロック間を、ビバリーヒルズのロデオドライブやシカゴのマグニフィセント・マイルのような高級ショッピングストリートにしていくというものである。

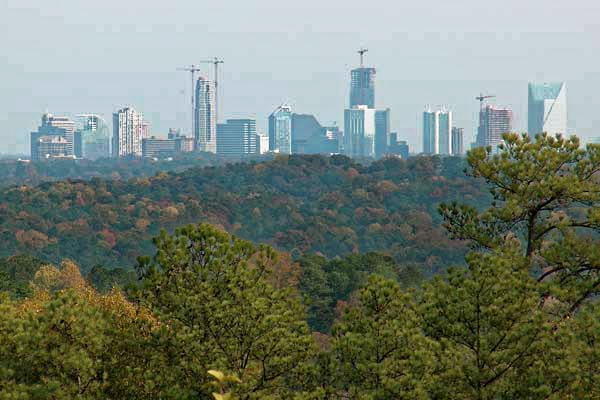
超高層ビルの建設が進むバックヘッドのスカイライン

バックヘッドはアトランタで最も裕福な地域である。加えて、バックヘッドはレノックス・スクエアおよびフィップス・プラザという2つの大型ショッピングモールを有し、高級ショップや5つ星の最高級ホテルも建つハイエンドのショッピングストリートも通る、アトランタ有数のショッピングエリアでもある。歓楽街化が進んで一時期は治安が悪化したものの、バーの営業時間を午前2時半までに短縮させるなど、住環境を取り戻すための政策が功を奏し、治安も落ち着いてきている。それでもなお、バックヘッドには300以上のレストラン、バー、ナイトクラブが建ち並んでいる。バックヘッドの北、アトランタ市境を越えると、裕福な郊外都市であるサンディスプリングス市の市域に入る。
1996年にダウンタウンにセンティニアル・オリンピック・パークが開園するなど、市の努力にもかかわらず、アトランタの人口1人あたりの公園の面積は約36m2（2005年）に過ぎず、同程度の人口密度の都市の中では最下位に近い数値を示している。しかしそんな統計データとは裏腹に、アトランタは「木の街」「森の中の街」というイメージを持たれている。アトランタの中心部やバックヘッドのビジネス街からは、郊外に向かって延びる木々の天蓋がスカイラインに含まれることがある。1985年に設立された非営利緑化団体、ツリーズ・アトランタは、アトランタ市内に68,000本以上の日よけの木を植えた。

### 建築物

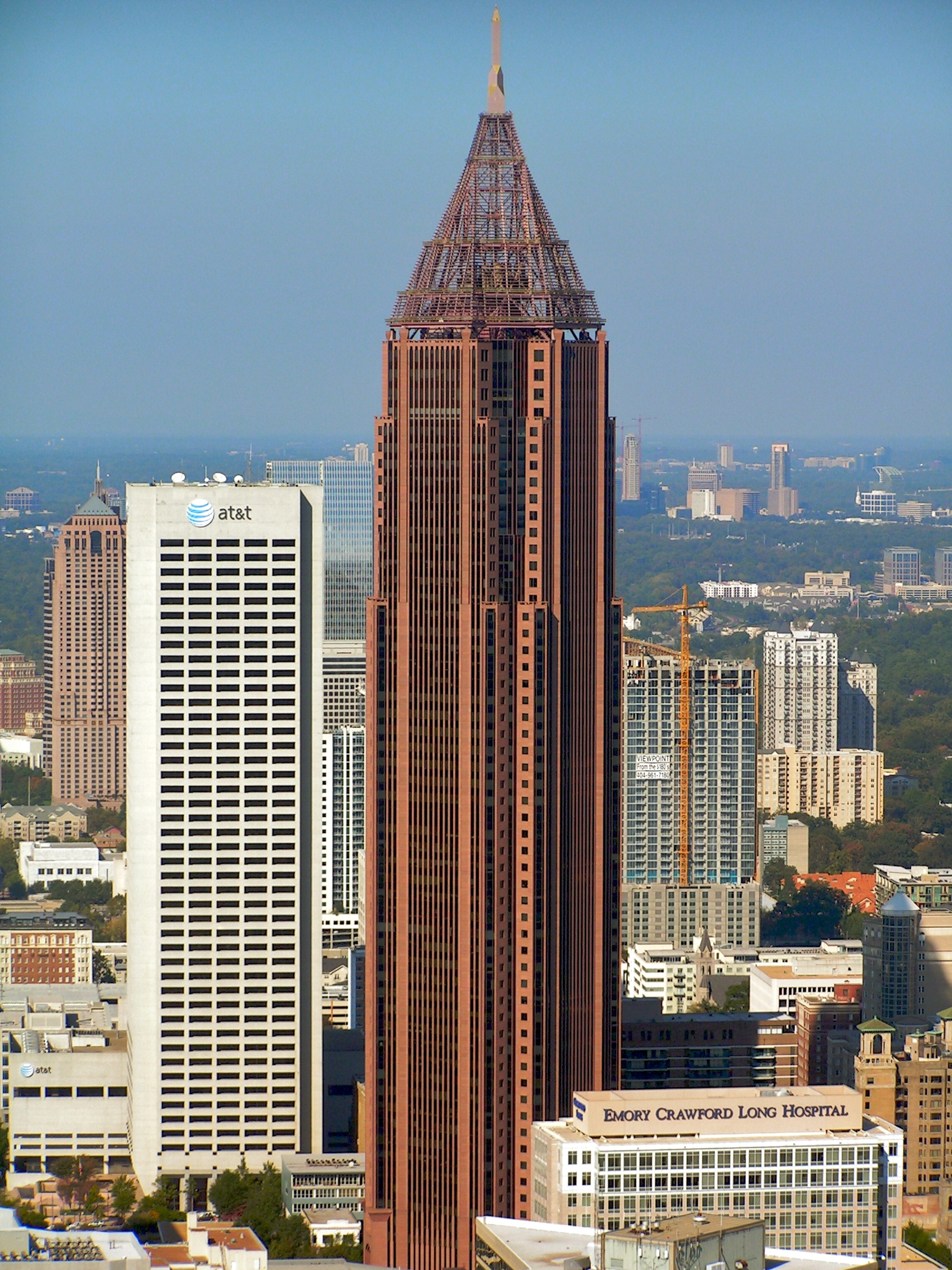
アトランタで最も高い超高層ビル、バンク・オブ・アメリカ・プラザ

チャールストン、サバンナ、ニューオーリンズなど他の南部諸都市とは異なり、アトランタはオールド・サウスの建築様式を継承せず、1880年代に提唱された「ニュー・サウス」を代表する都市として、中層以上の近代的な建築物を建てていく道を選んだ。アトランタの建築物はアメリカ合衆国有数の建築設計事務所のほか、マイケル・グレイヴス、リチャード・マイヤー、レンゾ・ピアノなど、20世紀を代表する建築家によって設計されてきた。地元アトランタのジョージア工科大学建築学部を卒業し、特にアトリウム・ホテルの設計でその名を知られるジョン・ポートマンは、1967年にハイアット・リージェンシー・アトランタを設計したのをはじめ、ウェスティン・ピーチツリー・プラザ・ホテルやアトランタ・マリオット・マーキスの設計を手がけた。また、これらのホテルやサン・トラスト・プラザの建つ複合施設ピーチツリー・センターも、ポートマンの設計によるものである。
アトランタで最も高い超高層ビルはバンク・オブ・アメリカ・プラザである。ミッドタウンに建つ高さ311.8m、55階建てのこのビルはアトランタのみならず、ニューヨークとシカゴ以外のアメリカ合衆国の都市に建つビルとしては最も高い。このビルは1991-92年にかけて建設され、わずか14か月の短期間で完成した。完成当初はネイションズバンクの所有で、ネイションズバンク・ビルと呼ばれていたが、1998年にネイションズ・バンクとバンクアメリカが合併し、バンク・オブ・アメリカとなった のち、現称のバンク・オブ・アメリカ・プラザに改名された。

## 政治

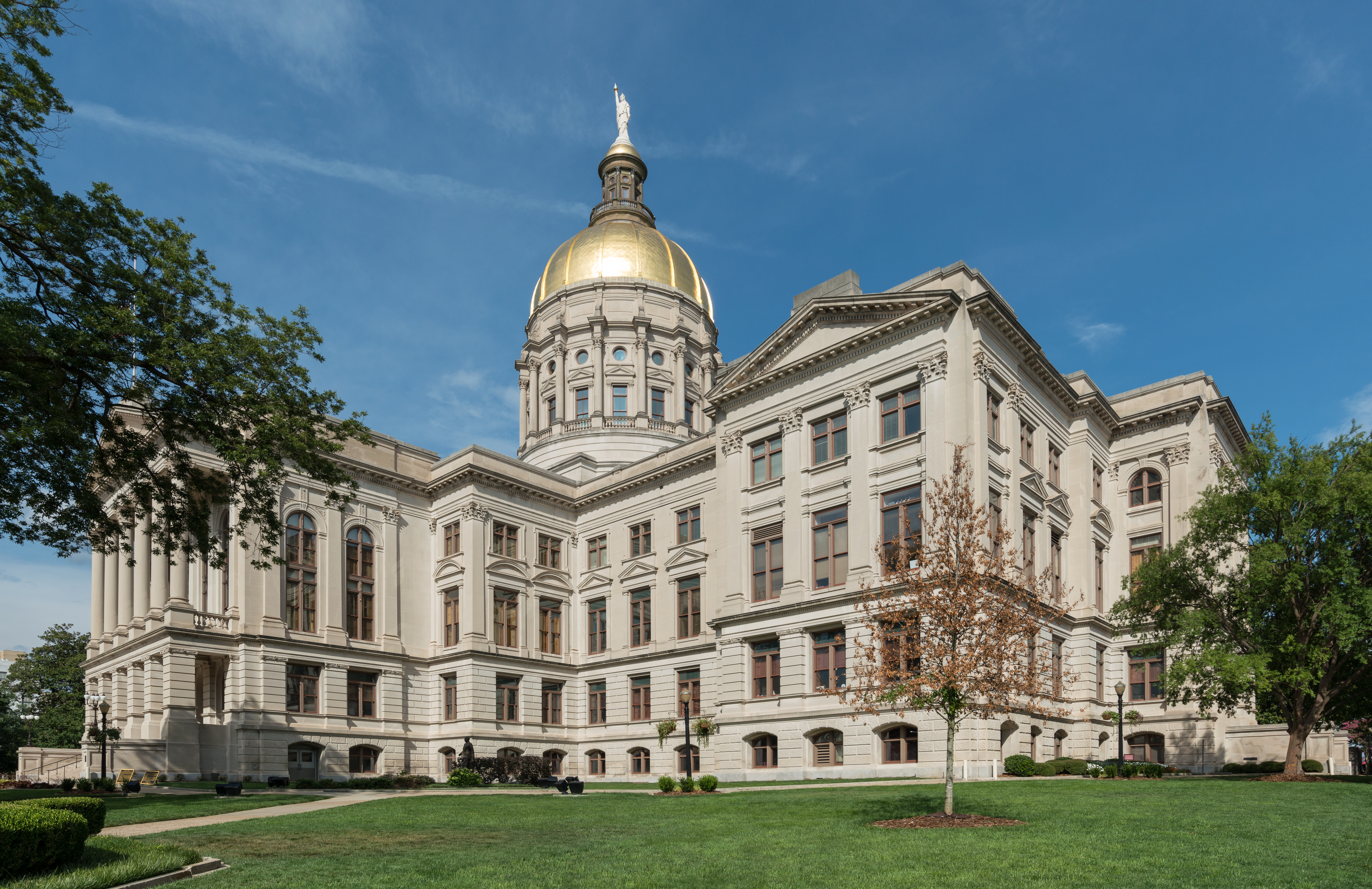
ジョージア州会議事堂

州都であるアトランタには、ジョージア州政府の機関のほとんどがその施設を置いている。ダウンタウンのサウス・セントラル・ビジネス・ディストリクトに立地するジョージア州会議事堂は、ジョージア州知事室とジョージア州議会の議場を有する、ジョージア州の政治の中枢となる施設である。1889年に建てられた、ルネサンス建築と新古典主義建築の様式が合わさったこの庁舎は、国家歴史登録財および国定歴史建造物に指定されている。ジョージア州会議事堂の近くにはアトランタ市庁舎が建っている。このゴシック復興様式の市庁舎も国家歴史登録財に指定されている。ジョージア州知事官邸はバックヘッドの高級住宅街の中に建っている。
アトランタは市長制を採っている。アトランタ市長の任期は4年である。アトランタ市議会は15名の議員からなる。市は12の選挙区に分けられ、各選挙区の首位得票者（全地区合計で12名）、およびワイルドカードで3名が選出される。市長は市議会の決定に対して拒否権を発動できるが、市議会で2/3以上の票が得られた場合には、市議会は市長の拒否権を覆すことができる。

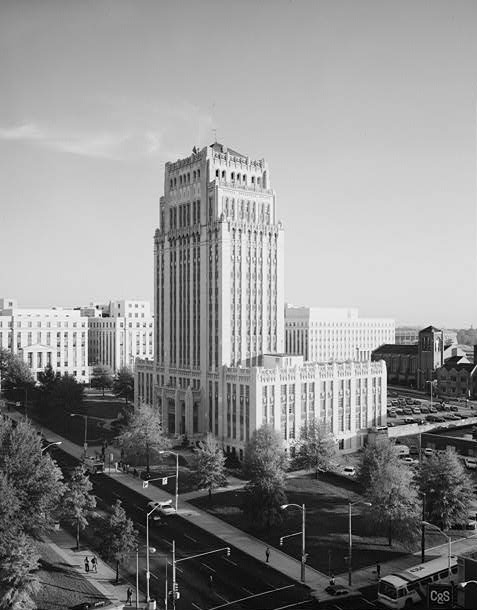
アトランタ市庁舎

1973年にアトランタ市史上初の黒人市長としてメイナード・ジャクソンが就任して以来、30年以上にわたってアフリカ系が市長の任に就いている。2001年には南部の主要都市では初めての黒人女性市長となるシャーリー・クラーク・フランクリンが市長に就任した。2005年には、フランクリンは90%の得票率で再選を果たした。現在のアトランタ市長は、2010年に就任した民主党のアンドレ・ディケンズである。
フランクリンが就任する前の市長であるビル・キャンベルの時代、アトランタ市政は腐敗で悪名高かった。2006年、連邦の陪審員は、キャンベルが旅行中にギャンブルで手にした収益をめぐって、脱税3件でキャンベルに有罪判決を下した。

## 犯罪
アトランタは全米でも有数の犯罪多発都市である。モーガン・クイットノー社が毎年発表している「全米の危険な都市」ランキングでは、1994年、1995年 と2年連続でワースト1であったのを含め、2000年代前半までワースト5の常連であった。特に殺人の発生率が高く、人口10万人あたり30件を超えていた。アトランタにおける犯罪率の高さは、貧困率と失業率の高さが大きな要因であると考えられている。
2003年にはアトランタ警察財団 (Atlanta Police Foundation) が設立され、130万ドルを投じて警察力を強化してきた。その成果も出て、2000年代中盤以降は、アトランタの犯罪率は低下傾向にある。連邦捜査局 (FBI) のデータによると、2005年には殺人発生件数が90件、人口10万人あたり20.9件まで低下し、暴力犯罪（殺人・強姦・強盗・傷害）の発生率が1969年以来の低さであった。しかし、それでもアトランタの犯罪率は全米平均よりもかなり高い水準で、暴力犯罪の発生率は全米のほとんどの主要都市における発生率よりも高い。
2008年には、犯罪に結びつく貧困への対策として、バック・トゥ・バック・スクールというプロジェクトが始まった。これは、貧困家庭の子供が薬物乱用やギャングへの加入などの犯罪行為に走るのを防ぐため、教育用品や教育資源を支援しようというものである。このプロジェクトはジョージア・ジャスティス・プロジェクト (Georgia Justice Project) という非営利団体によって行われている。この団体には弁護士やソーシャルワーカーが参加し、その活動資金は財団、企業、および個人からの寄付によってまかなわれている。

## 経済

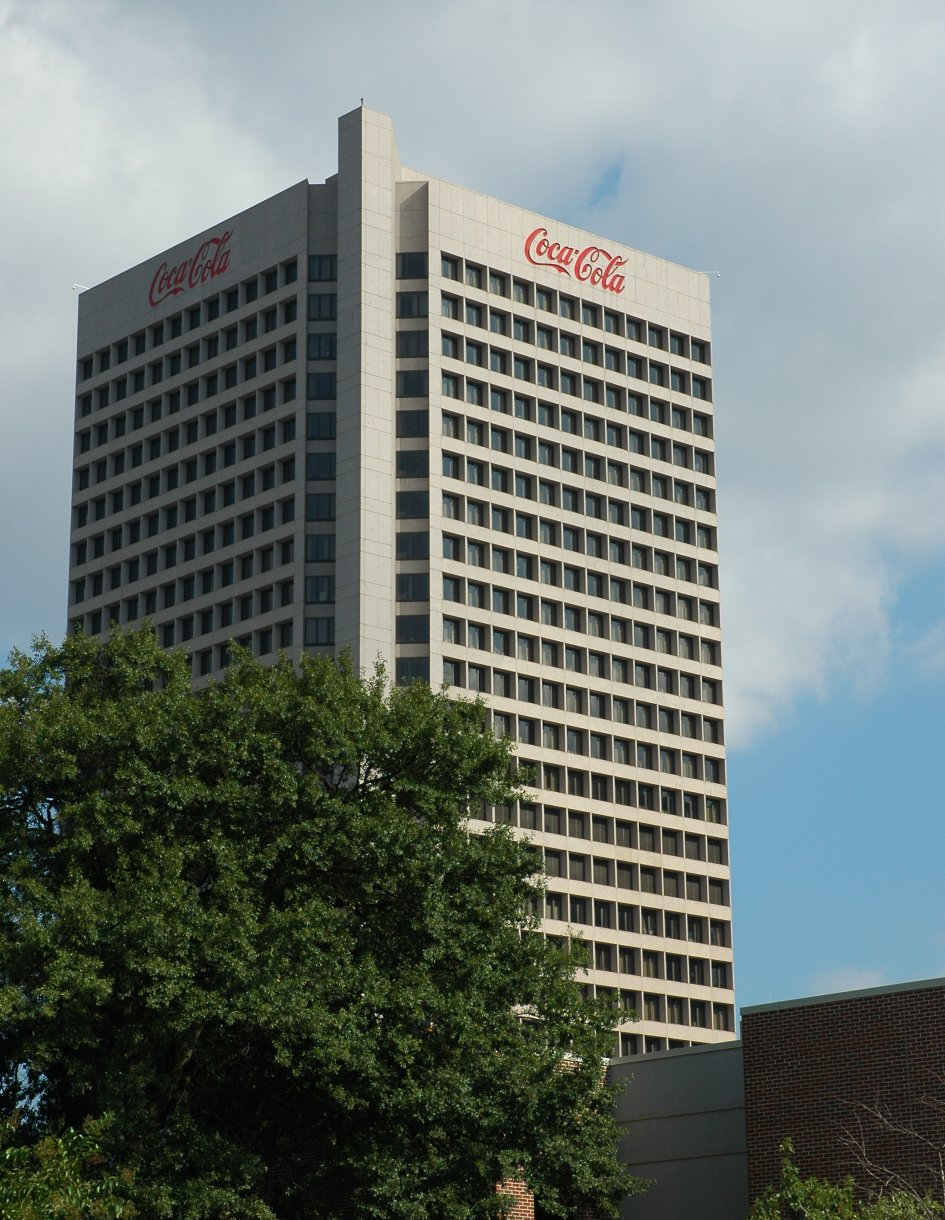
コカ･コーラ本社

アトランタにはコカ・コーラ、デルタ航空、CNNなど、全米で、あるいは国際的にビジネスを展開する大企業が多数本社を置いている。また、北に隣接するサンディスプリングス市にはユナイテッド・パーセル・サービス (UPS) が本社を置いている。アトランタ都市圏に本社を置いている主な企業には、このほかにアースリンク、アービーズ、イコーファックス、オックスフォード・インダストリーズ、サザン・カンパニー、サントラスト銀行、ジョージア・パシフィック、チック・フィラ、ワッフル・ハウスなどがある。アトランタの市域内に本社を置いているフォーチュン500に入る企業の数は12社にのぼり、これはニューヨーク（45社）、ヒューストン（22社）に次いで全米で3番目に多い数である。また、フォーチュン1000に入る企業のうちの75%以上、および多国籍企業1,250社がアトランタ都市圏にオフィスを置いている。
かつては自動車産業もアトランタの経済を支えていたが、2006年にフォードがトーラスなどの生産拠点であった、南郊のヘイプビルに立地していたアトランタ工場を、また2008年にはゼネラルモーターズが北東郊のドラビルに立地していた工場を閉鎖するなど、2000年代後半に入り、アトランタ地域における自動車産業は衰退に転じている。しかしそんな中、韓国メーカーの起亜自動車は2006年、コロンバスに近い州西部のウェストポイントに新しい工場を建設した。

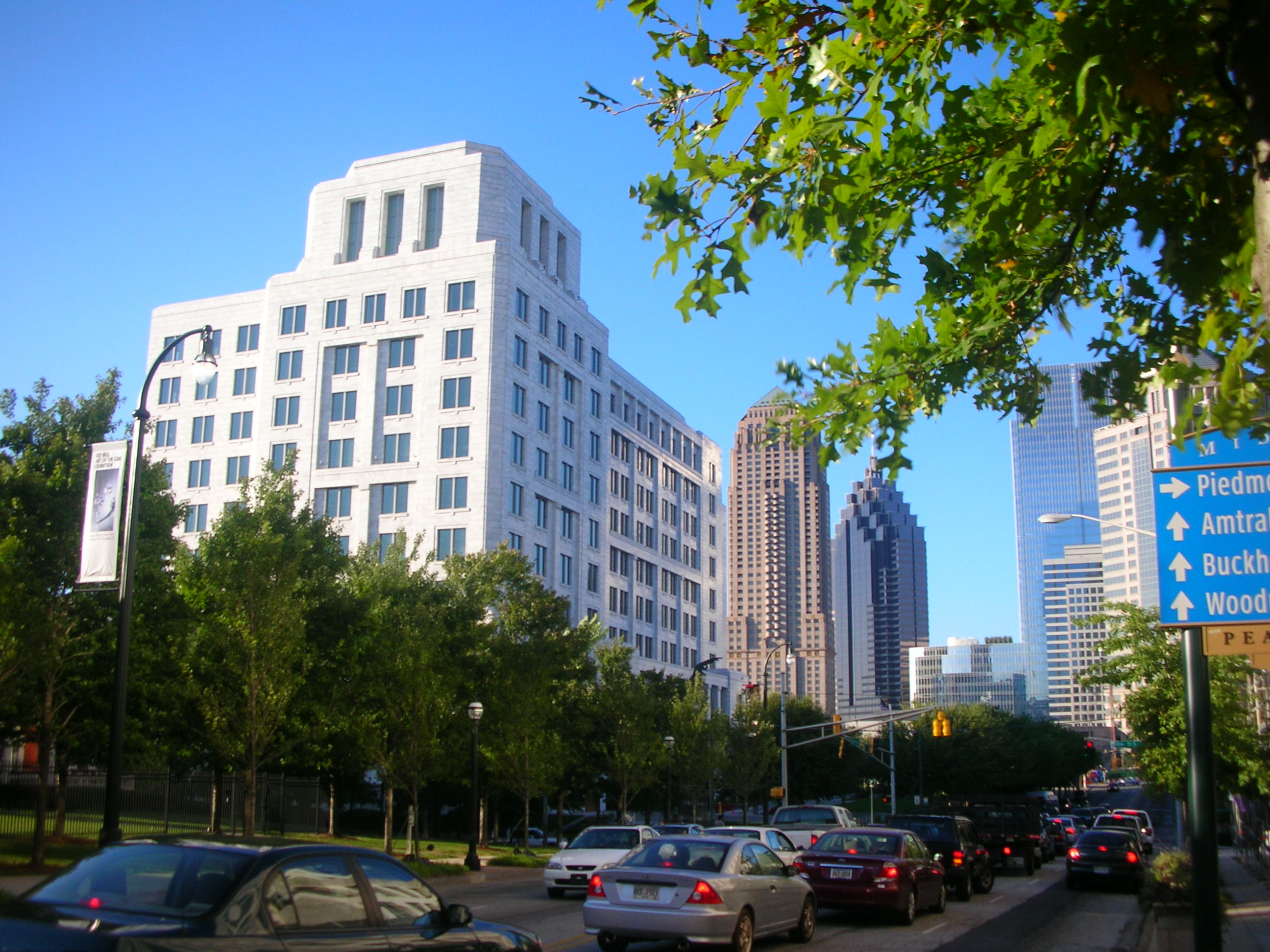
アトランタ連邦準備銀行

アトランタには連邦準備銀行が置かれている。アトランタ連邦準備銀行はアトランタを中心に、ジョージア州、アラバマ州、フロリダ州の全域、ミシシッピ州南部、ルイジアナ州南部、およびテネシー州中部・東部にわたる第6地区をカバーしている。アトランタ連邦準備銀行はバーミングハム、ジャクソンビル、マイアミ、ナッシュビル、ニューオーリンズの5都市に支店を置いている。アトランタ連邦準備銀行で発行された米ドル紙幣には、旧札であれば肖像の左側に F と、新札（1996年版）であれば左上の発券番号のすぐ下に F6 と印刷されている。これはアトランタ連邦準備銀行がカバーする第6地区を表している。アトランタ連邦準備銀行は2001年にダウンタウンからミッドタウンに移転した。
また、アトランタは疾病予防管理センター (CDC) が置かれている地でもある。もともとこのセンターは、第二次世界大戦終結直後の1946年、アトランタを含むディープ・サウスがマラリアの流行地帯であった時代に、マラリア対策として設立されたものであった。エモリー大学に隣接して建つこのセンターは、170の職種にわたる15,000人ものスタッフを雇用している。CDCは本部のほかにも、全米およびプエルトリコに10か所の支部を有している。また、CDCのスタッフは地方の保健局、入国港湾、および世界45か国にも派遣されている。

## 交通

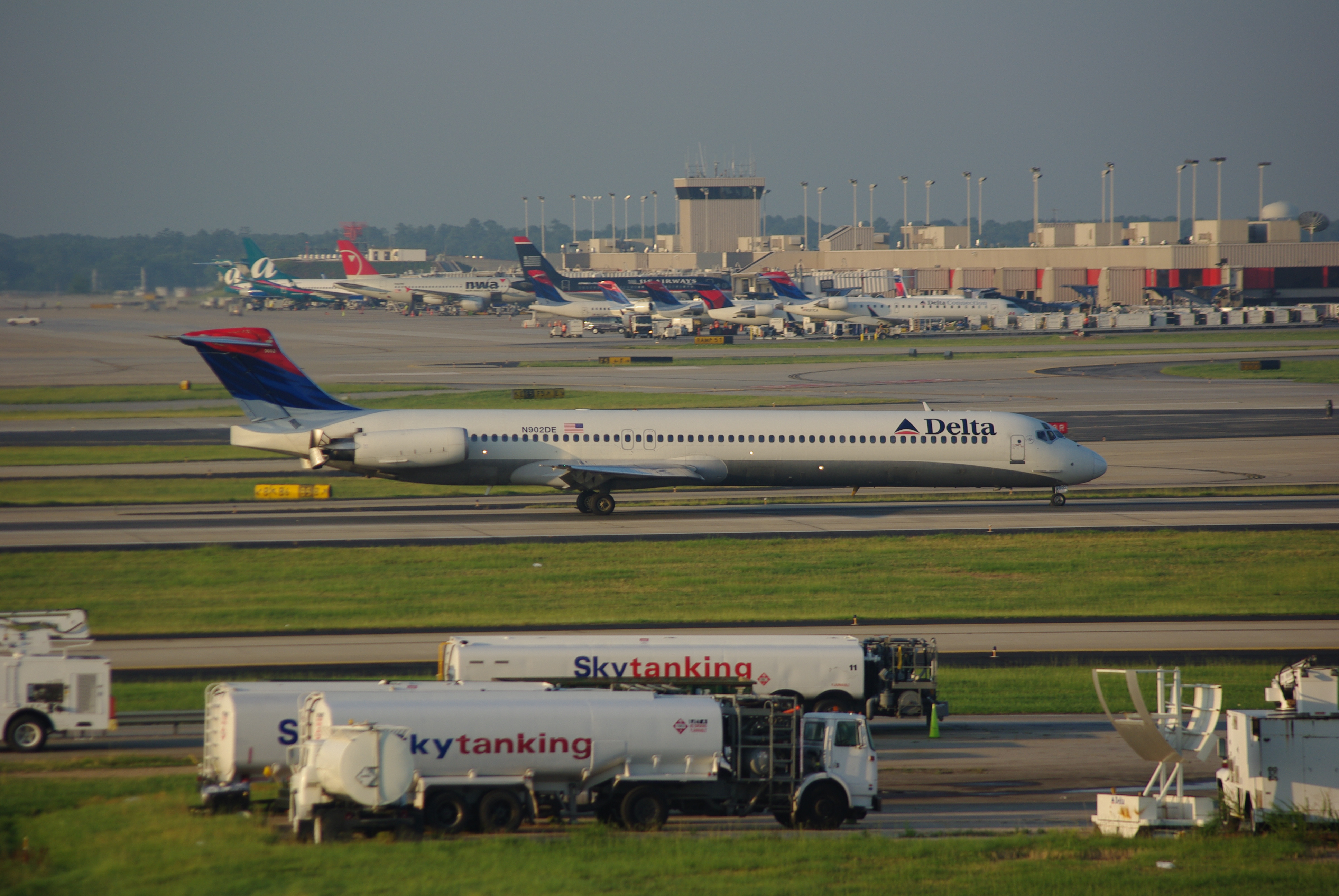
ハーツフィールド・ジャクソン・アトランタ国際空港

アトランタの玄関口となる空港はダウンタウンの南約16kmに位置するハーツフィールド・ジャクソン・アトランタ国際空港 (IATA: ATL) である。年間旅客数は1億人を上回り「世界で最も旅客の多い空港」として知られている。ATLはデルタ航空のハブ空港であり、同社の便を中心に、全米各地のみならず、中南米、ヨーロッパ、アジアへの路線も就航している。1925年に自動車レース場跡地を転用して開港したこの空港は、アトランタの地域経済発展にも大きく寄与してきた。
アトランタではI-20、I-75、I-85の3本の州間高速道路が交わる。これらの州間高速道路はいずれも幹線の高速道路で、I-20はバーミングハムやコロンビアなどへ、I-75はチャタヌーガやタンパなどへ、I-85はモントゴメリーやシャーロットなどへそれぞれ通じている。また、I-75を南東へ約130km行ったメーコンでは、サバンナへと通ずるI-16がI-75から分岐する。これらの高速道路上にはグレイハウンドの中距離・長距離バスが走っている。

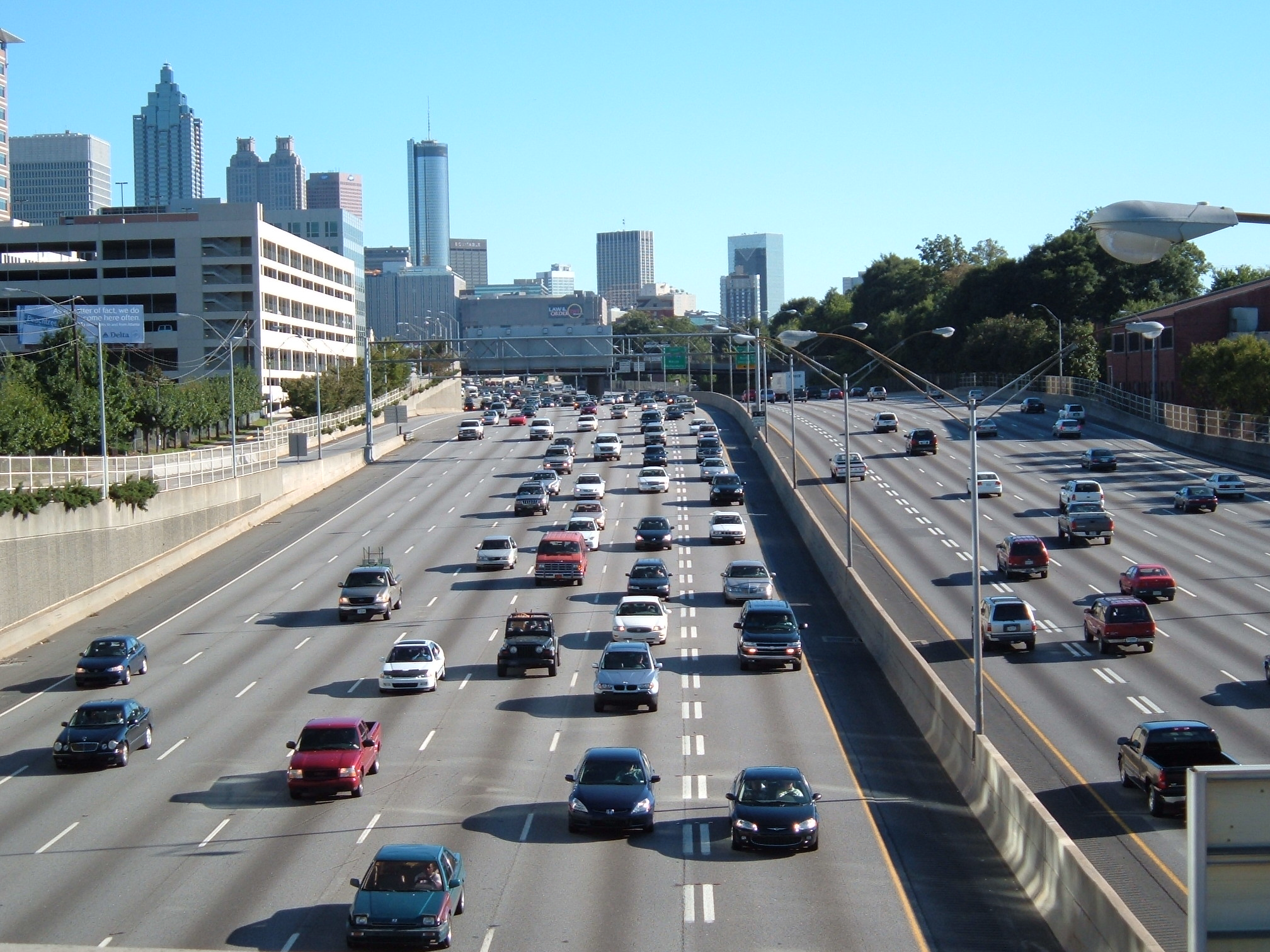
ダウンタウン・コネクター

アトランタ市内では、I-20は東西へ、I-75は北西-南東方向へ、I-85は北東-南西方向へそれぞれ通っている。市の中心部では、約12kmにわたってI-75とI-85が同じ道路を共用しており、ダウンタウン・コネクターと呼ばれる片側6車線（両側で12車線）の高速道路となっている。このダウンタウン・コネクターは1日の通行量が340,000台におよび、全米の州間高速道路の中では最も混雑の激しい10か所のうちの1つに数えられている。
これらの幹線の州間高速道路のほかにも、アトランタには全部で12本の放射線が走っている。また、位置付け上はI-85の支線となっているI-285は、アトランタの市域を囲む環状線である。このI-285はちょうどアトランタ都心部と郊外とを分ける境界になっている。高速道路網の整備が進んでいるアトランタ地域においては、移動手段として自動車への依存度が高く、「南部のロサンゼルス」とも呼ばれることもある。
アトランタ都市圏における平均通勤時間は全米でも最長の部類に入る。また、あまりにも自動車への依存度が高いため、アトランタの交通渋滞は全米最悪の水準である。アトランタは全米で最も大気汚染のレベルが高い都市の1つであるが、その要因として、自動車による長距離通勤と交通渋滞が挙げられている。これに対し、アトランタ都市圏における大気汚染のレベルを下げるため、ザ・クリーン・エア・キャンペーン (The Clean Air Campaign) という非営利団体が立ち上げられた。ザ・クリーン・エア・キャンペーンは、通勤に使われる自動車の量を減らすために相乗りなどの新しい通勤方法を提案したり、地域住民の健康維持のためにスモッグ警報を出したりしている。

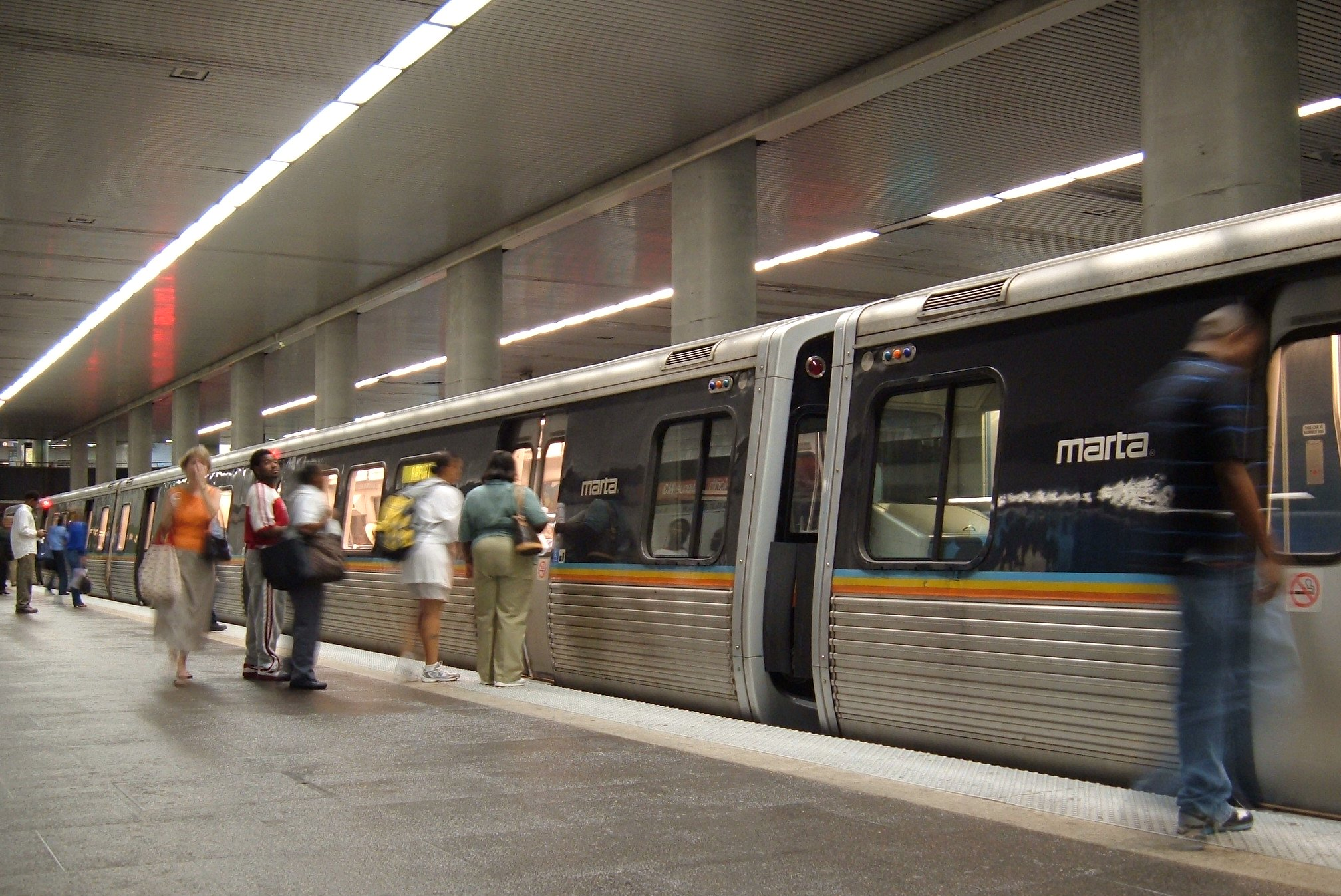
アトランタ・マルタの地下鉄

自動車への依存度が高いアトランタであるが、公共交通も整備されてきている。アトランタ・マルタ（正式名称: アトランタ都市圏高速交通局）は東西線・南北線の2本の地下鉄、およびフルトン郡、ディカーブ郡、グイネット郡にまたがる路線バス網を運営している。特に南北線はハーツフィールド・ジャクソン・アトランタ国際空港を南の起点とし、ダウンタウン、ミッドタウン、バックヘッドを縦貫し、サンディスプリングス市に至る、アトランタの大動脈と言える路線である。バックヘッドの1駅南で南北線と分岐する北東支線はドラビル市へと至る。南北線と東西線はダウンタウンの中心、ファイブ・ポインツで交わる。また、アトランタ都市圏内のクレイトン郡、コブ郡、グイネット郡は、アトランタ・マルタとは別個の、郡の路線バス網をそれぞれ運営している。
アムトラックのピーチツリー駅はミッドタウンの北、ブルックウッド・ヒルズ地区にあり、ダウンタウンからはかなり離れている。この駅の周辺にはアトランタ・マルタの地下鉄の駅はないが、バス停はある。この駅にはニューヨークとニューオーリンズを結ぶ長距離列車クレセント号が停車する。

## 教育
アトランタ都市圏には30以上の高等教育機関がある。中でもとりわけ知名度が高いのはアトランタ北東郊にキャンパスを構えるエモリー大学である。1836年に開校したエモリー大学はメソジスト系の中規模私立大学で、学部生約6,000人、大学院生約4,000人を抱えている。少数精鋭のリベラル・アーツ教育に特に力を入れており、USニューズ&ワールド・レポート誌の大学ランキングでは常に上位25位以内に入る高評価を受けている。メインキャンパスの60km東、エモリー大学発祥の地であるニュートン郡の小さな町オックスフォードには、創設当初の学校がエモリー大学併設の2年制リベラル・アーツ・カレッジ、エモリー大学オックスフォード・カレッジとして残っている。また、同学は経営学の分野においても高い評価を得ている。
ミッドタウンの西にキャンパスを構えるジョージア工科大学は、1885年にアトランタ、ひいてはアメリカ合衆国南部に工業に根ざした経済の基盤を創るために設立された大学である。ジョージア工科大学はその名が示す通り、設立以来一貫して自然科学・技術に特化した教育を行ってきた。また、同学はスポーツにも力を入れている。ジョージア工科大学のスポーツチーム、イエロージャケッツは近隣のクレムソン大学やフロリダ州立大学などと共に、NCAAのディビジョンIのカンファレンス、アトランティック・コースト・カンファレンスに所属している。同カンファレンスは特に男女バスケットボールの激戦区として知られている。ミッドタウンという立地条件で、充実した体育施設を有しているため、1996年のアトランタオリンピックでは同学で多くの競技が行われ、また選手村にもなった。
ジョージア州立大学は1913年にジョージア工科大学の商学部を分離して設立された州立大学である。同学は明確なキャンパスを持たず、ダウンタウンの中心部、ファイブ・ポインツの近くに校舎や施設を集中させている都市型大学である。この大学とジョージア工科大学、ジョージア大学（アセンズ）、オーガスタ大学（オーガスタ）の4校は、ジョージア大学システムの中で研究大学と位置づけられている。
このほか、アトランタ都市圏にはオグレソープ大学、アグネス・スコット大学、クレイトン州立大学、南部工芸州立大学、ケネソー州立大学、ジョージア・ペリメーター大学などの4年制および2年制の大学がキャンパスを構えている。また、アトランタはアトランタ・ユニバーシティ・センターと呼ばれる、かつてアフリカ系の学生に高等教育の機会を与えるために設立された大学のコンソーシアムが本部を置いている。このコンソーシアムには、アトランタ初の黒人大学として1865年に設立されたアトランタ大学に起源を持つクラーク・アトランタ大学をはじめ、モアハウス大学やスペルマン女子大学などが参加している。
アトランタのK-12課程はアトランタ教育局の管轄下にある公立学校によって支えられている。この学区は小学校58校、中学校16校、高等学校20校、チャーター・スクール7校を有し、49,000人以上の児童・生徒を抱えている。また、同局は中学校・高等学校レベルのオルタナティブ・スクール2校、男女別学校2校、および生涯教育センターもサポートしている。また、同局はFMラジオ局およびテレビ局も所有・運営している。
市北部には、日本の学校法人聖学院が運営する小学校及び幼稚園、聖学院アトランタ国際学校がある。

## 文化

### 名所と芸術

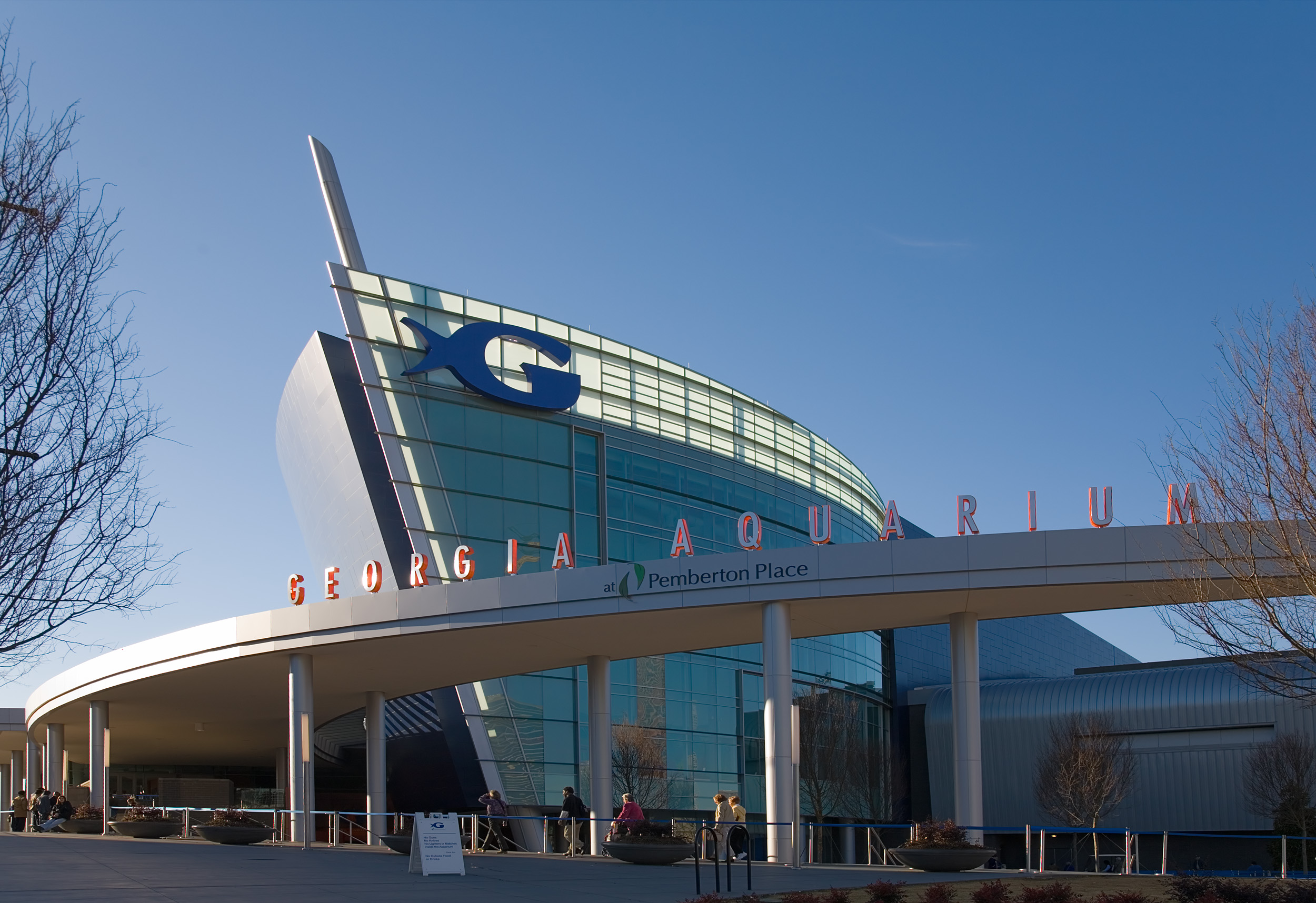
ジョージア水族館

2005年10月に開館したジョージア水族館は世界３位の水族館である。水量31,000tにおよぶこの水族館の水槽ではジンベエザメ、シロイルカ、オニイトマキエイなども飼育されている。2007年5月には、リニューアルされ、水族館の近くに移転されたワールド・オブ・コカ・コーラが開館した。ワールド・オブ・コカ・コーラでは、コカ・コーラの歴史を紹介すると共に、来館者が世界中のコカ・コーラ社製品の試飲をできるようになっている。
ジョージア水族館やワールド・オブ・コカ・コーラのほかにも、アトランタには芸術や歴史をテーマにしたいくつもの美術館・博物館がある。アトランタ歴史センターは全米でも有数の歴史博物館である。ミッドタウンのウッドラフ・アーツ・センター内に建つハイ美術館は、常設展示品だけで11,000点の作品を展示しているアトランタ随一の美術館である。マーティン・ルーサー・キング・ジュニアが少年時代を過ごした家は、国家歴史登録財に指定されている。アトランタ・シクロラマは、南北戦争のアトランタの戦いを描いたパノラマ絵画で、同名の博物館の館内に展示されている。20世紀初めに建てられた家具王ローズの家や、「風と共に去りぬ」の原作者マーガレット・ミッチェルの家も、それぞれ国家歴史登録財に指定され、博物館になっている。子供向けの博物館としては、ファーンバンク科学センターなどがある。

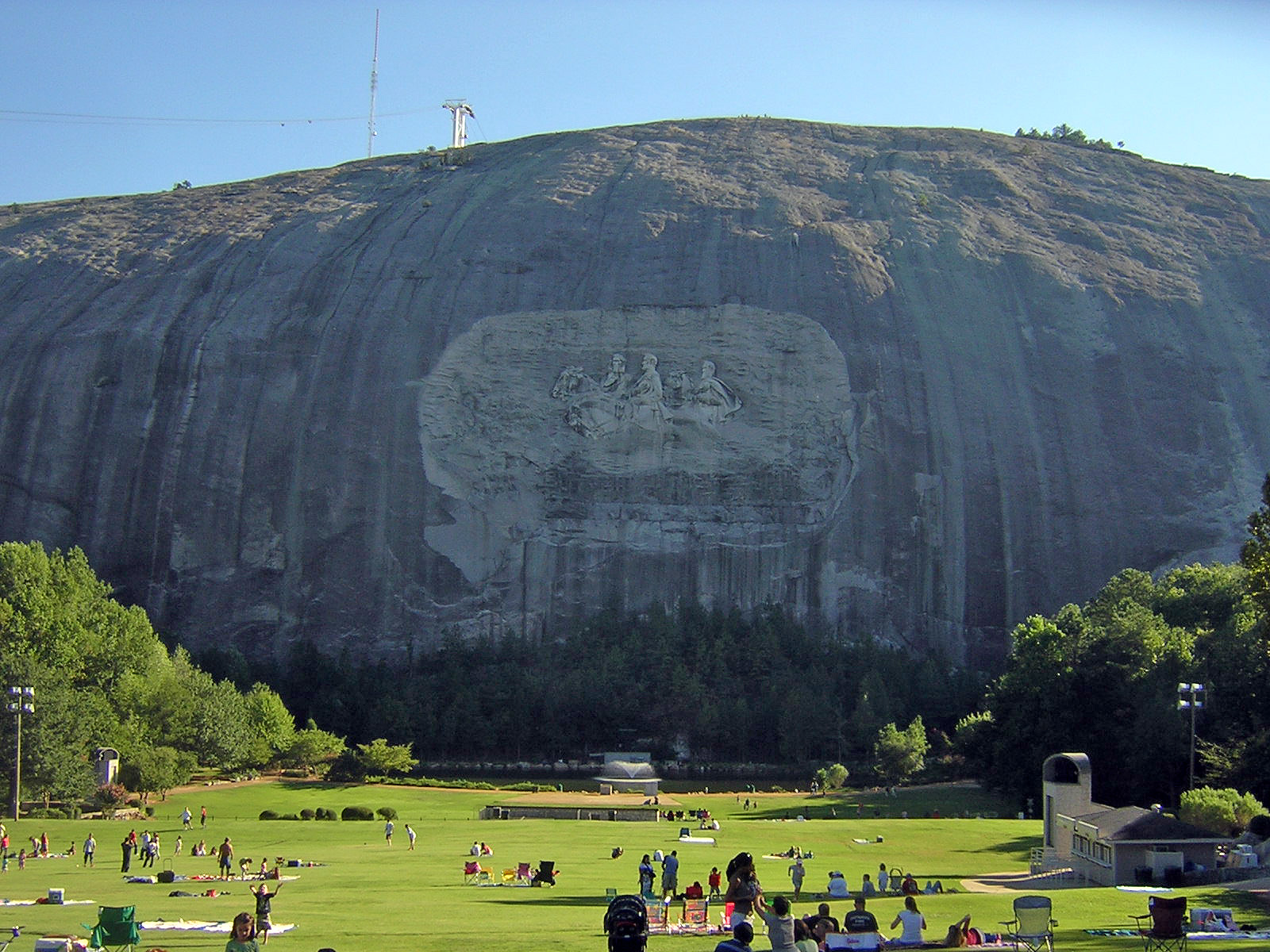
ストーン・マウンテン

ピードモント・パークでは多くの祭典や文化的なイベントが行われる。ピードモント・パークの隣にはアトランタ植物園がある。ダウンタウンの南東にあるアトランタ最古の公園、グラント・パーク内にあるアトランタ動物園ではパンダを飼育している。東郊にそびえるストーン・マウンテンは世界最大の花崗岩塊である。ストーン・マウンテンの花崗岩壁には、ストーンウォール・ジャクソン、ロバート・E・リー、ジェファーソン・デイヴィスの3人の南軍将軍の肖像が浮き彫りで彫られている。
アトランタで活動している演技芸術団体にはアトランタ交響楽団、アトランタ・オペラ、アトランタ・バレエ、ニュー・トリニティ・バロック、アトランタ少年合唱団などがある。アトランタ交響楽団はウッドラフ・アーツ・センター内にあるアトランタ・シンフォニー・ホールを本拠地としている。

### スポーツ
アトランタにはNFL、NBA、MLRがチームを置いており、かつてはNHLもあった。MLBのアトランタ・ブレーブスは1871年に創設されたメジャーリーグ最古のチームである。発足当時はボストンに本拠を置き、チーム名もボストン・レッドストッキングスといった。ブレーブスがアトランタに移転したのは1966年であった。1974年には、ハンク・アーロンが当時のホーム球場であったアトランタ・フルトン・カウンティ・スタジアムで715本目の本塁打を放ち、ベーブ・ルースの記録を抜いた。1991年から2005年まで、1994年から1995年のMLBストライキを挟んでメジャーリーグ史上最長の14シーズン連続地区優勝を果たした。その最中、1995年のワールドシリーズでクリーブランド・インディアンスを破り、ワールドチャンピオンに輝いた。本拠地はアトランタ移転時からアトランタ・フルトン・カウンティ・スタジアムを使用し、1997年からは前年に開催されたアトランタオリンピックのメイン会場を改装し造られたターナー・フィールドを2016年まで使用、2017年からは郊外のカンバーランドにあるトゥルーイスト・パークを使用している。ブレーブスは、ニューヨーク・ヤンキースやボストン・レッドソックスと並んで、メジャーリーグで最も人気のある球団の1つである。
NFLのアトランタ・ファルコンズは1965年に創設されたチームで、創設当初からアトランタを本拠地にしている。1991年までは野球のブレーブスと同じアトランタ・フルトン・カウンティ・スタジアムを本拠地としていたが、1992年から2016年まではジョージア・ドーム、2017年からはメルセデス・ベンツ・スタジアムをそれぞれ使用。スーパーボウルには第33回と第51回に出場したが、それぞれデンバー・ブロンコス・ニューイングランド・ペイトリオッツに敗れた。旧本拠地のジョージアドームではスーパーボウルは2回、1994年と2000年に開催されたが、地元のファルコンズはいずれにも出場していない。スター選手であるマイケル・ヴィックの登場で人気は一気に高まった。また、ジョージア・ドームおよびメルセデス・ベンツ・スタジアムはファルコンズのホームの試合のみならず、2014年シーズンからのカレッジフットボール・プレーオフ導入に伴って6大ボウルの1つとなったピーチボウルの会場にもなっている。

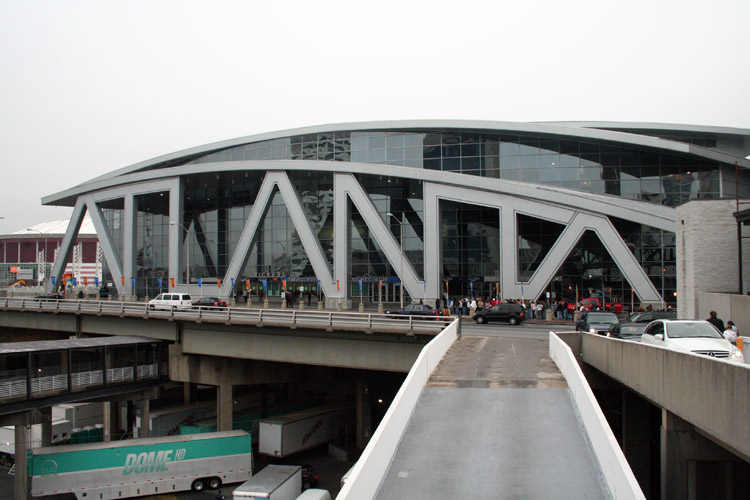
' の文字が描かれたフィリップス・アリーナの正面玄関

NBAのアトランタ・ホークスは、もともとは1946年に設立されたトライシティーズ・ブラックホークスというチームで、創設当初はアイオワ州東部のミシシッピ川河畔の町、ダベンポートを中心とする都市圏を本拠地としていた。その後チームは1951年にミルウォーキー、1955年にセントルイスへと移り、1968年からアトランタに本拠を置いている。ホークスはセントルイスでプレーしていた1957年のシーズンにNBAファイナルで優勝したが、アトランタに移ってからはプレーオフには出てくるものの1回戦やカンファレンス準決勝で敗退するシーズンが続き、NBAファイナルには出場していない。2008年には、WNBAのアトランタ・ドリームも創設された。男子のホークス、女子のドリームともに、ステートファーム・アリーナを本拠地にしている。
MLRのラグビーATLは2018年に創設されたチームで2020年、MLRに加入して本拠地はルポファミリーフィールド。またトロント・アローズもMLR2021年シーズンはコロナの影響で本拠地を一時的にルポファミリーフィールドへ移転。
ウィニペグにチームが移転してしまったものの、NHLのアトランタ・スラッシャーズもフィリップス・アリーナを本拠地にしていた。アトランタ・スラッシャーズは1997年に創設された。新設チームの多くがそうであるように、スラッシャーズは創設以来しばらくは低迷を続けた。2007年にはプレーオフ進出を果たしたが、長い歴史を持つニューヨーク・レンジャースの前に1勝もできずに敗退した。またそれ以前にもNHLのアトランタ・フレームスが8シーズン存在したが、1980年にカルガリーに移転している。
| アトランタにおけるメジャー・プロスポーツ | アトランタにおけるメジャー・プロスポーツ | アトランタにおけるメジャー・プロスポーツ | アトランタにおけるメジャー・プロスポーツ |
| チーム                                   | スポーツ                                 | リーグ                                   | 本拠地                                   |
| ---------------------------------------- | ---------------------------------------- | ---------------------------------------- | ---------------------------------------- |
| アトランタ・ブレーブス                   | 野球                                     | MLB、ナ・リーグ東地区                    | トゥルーイスト・パーク                   |
| アトランタ・ファルコンズ                 | フットボール                             | NFL、NFC南地区                           | メルセデス・ベンツ・スタジアム           |
| アトランタ・ホークス                     | バスケットボール                         | NBA、東カンファレンス                    | ステートファーム・アリーナ               |
| アトランタ・ドリーム                     | バスケットボール                         | WNBA、東カンファレンス                   | ステートファーム・アリーナ               |

### メディア

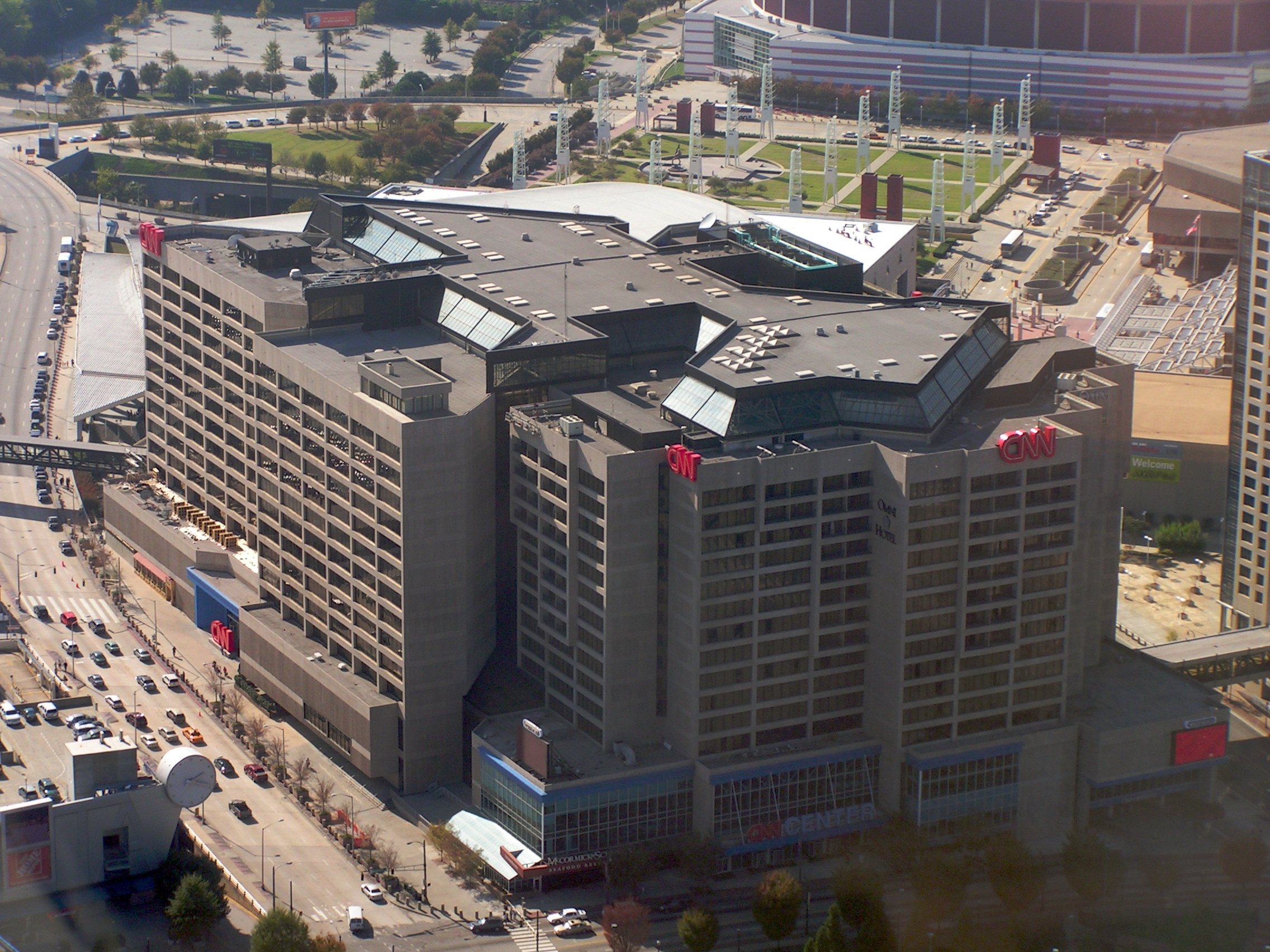
CNNセンター

アトランタ都市圏のメディア・マーケットは全米の2.0%にあたる2,310,490世帯を抱え、全米8位の規模である。そのためアトランタ都市圏内には、主要テレビ局の支局やCNNをはじめとするテレビ局や、音楽、スポーツ、トークなど幅広いジャンルをカバーするラジオ局が多数置かれている。
アトランタはケーブルテレビ番組制作の一大中心地である。テッド・ターナーはこのアトランタの地にメディア帝国を創り上げた。まずターナーはUHFのテレビ局を買収し、ターナー・ブロードキャスティング・システム (TBS) を設立した。次いで、ターナーはCNNを設立し、ダウンタウンの西にCNNセンターという本社ビルを建てた。ターナーの会社が成長するにつれて、カートゥーン ネットワーク、BOOMERANG、ターナー・ネットワーク・テレビジョン (TNT)、ターナー・サウス、CNNインターナショナル、CNNヘッドラインニュース、CNNエアポート・ネットワークなどのチャンネルを次々と開設した。これらのチャンネルの本局も全てアトランタに置かれた。また、ターナーとは関係が無いが、ウェザー・チャンネルの本部もアトランタの北西郊、コブ郡のカンバーランド/ガレリア地区に置かれている。
ターナー・ブロードキャスティング・システムのほか、オハイオ州デイトン発祥でアトランタに本社を置くコックス社も、アトランタ内外のメディア事情に大きな影響を与えている。ケーブルテレビ事業を手がけるコックス社の子会社、コックス・コミュニケーションズは、全米で3番目に大きいケーブルテレビ事業者である。また、コックス社はアトランタを代表する日刊紙であるアトランタ・ジャーナル=コンスティテューション紙 (The Atlanta Journal-Constitution) も発行している。また、コックス社の主席ラジオ局であるWSBは、南部で最初に設立されたAMラジオ局である。

### 宗教

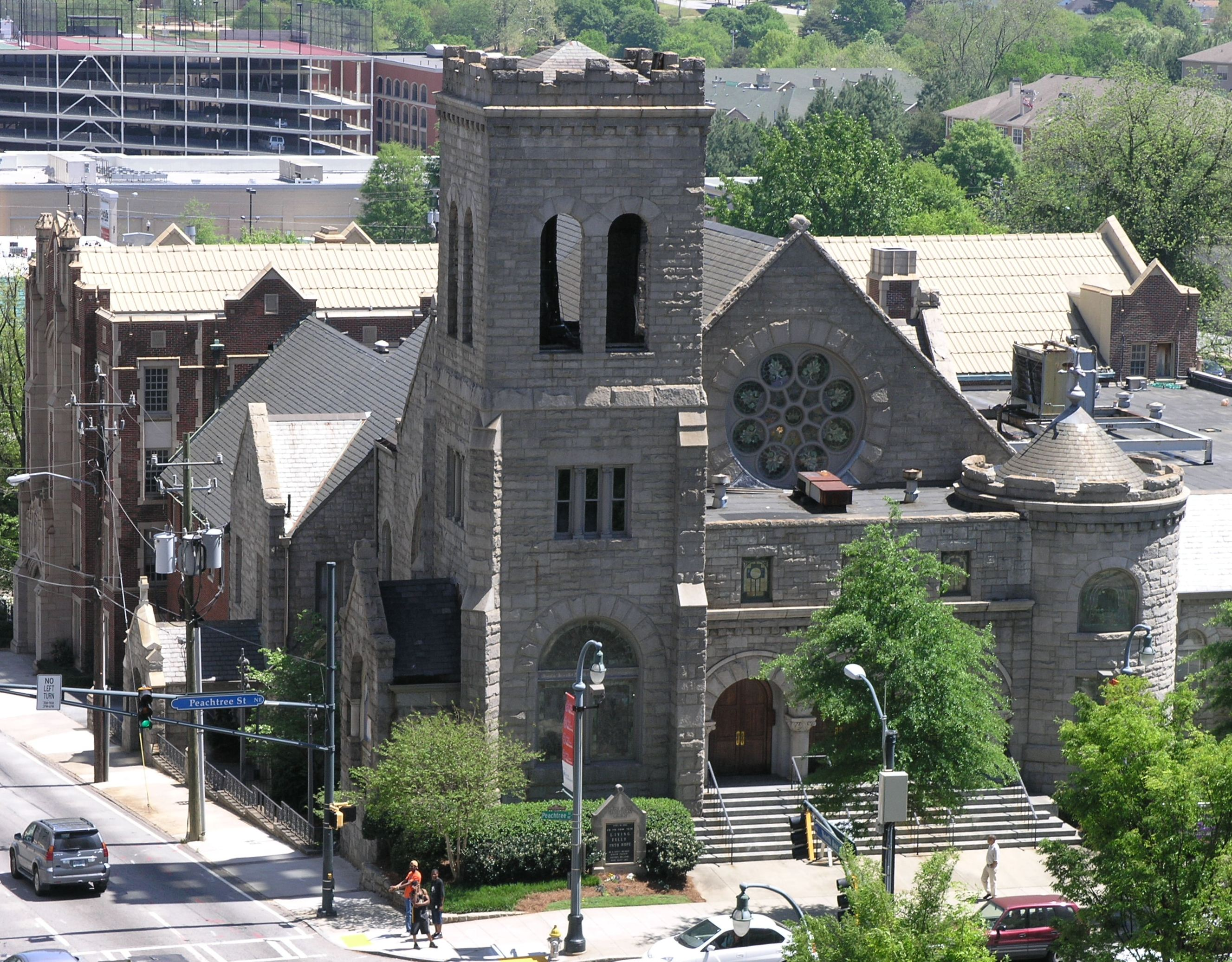
ノース・アベニュー長老派教会

アトランタ市内には礼拝のための施設が1,000か所以上ある。アトランタにおいては歴史的にプロテスタントの勢力が強く、南部バプテスト連盟、ユナイテッド・メソジスト教会、長老派教会 (PC(USA)) などの教派が拠点にしてきた。しかしながら、1962年にアトランタ管区が創設されてからはカトリック教会の信者も急速に増えてきている。その背景としては、主にカトリック信者である中南米からの移民の増加が挙げられる。アトランタ管区はバックヘッドにあるクライスト・ザ・キング大聖堂を本山にしている。
米国聖公会のアトランタ教区はジョージア州北部全域、中部の大部分、および西部のチャタフーチ川流域にまたがり、その本山はバックヘッドの聖フィリップ大聖堂である。また、アトランタにはこのほか、アメリカ福音ルーテル教会やユナイテッド・チャーチ・オブ・クライストもオフィスを置いている。救世軍はアメリカ合衆国南部軍国の本営をアトランタに置いている。北郊のサンディスプリングスには、末日聖徒イエス・キリスト教会（いわゆるモルモン教）の寺院も置かれている。
また、アトランタにおいては、アフリカ系アメリカ人の伝統的な教派であるナショナル・バプテスト連盟やアフリカン・メソジスト福音教会も強い勢力を持っている。これらの宗派も含めた6つの宗派の神学校は超教派神学センター (ITC) を構成している。かつては、ITCはアトランタ・ユニバーシティ・センターにも参加していた。
アトランタ都市圏内には約120,000人のユダヤ教徒がいると推定されている。これは全米の都市圏で11位となる規模である。また、アトランタには35か所のモスクがあり、約75,000人のイスラム教徒がいると推定されている。

## 人口動態

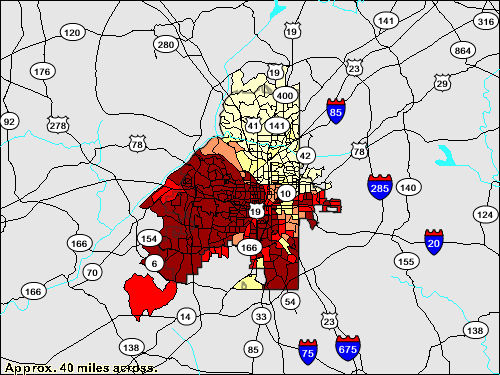
アトランタにおけるアフリカ系住民の分布。濃い色で示されている地域ほど黒人人口率が高い。

アトランタ市の人口の約6割はアフリカ系の住民で占められている。市の西部や南部は特にアフリカ系の住民が多い。一方、アトランタ市域内でもミッドタウン以北にはアフリカ系が少なく、白人が多い（左図参照）。アトランタを含むフルトン郡全体で見ると、バックヘッドやサンディスプリングスなどを含む市北部・郡北東部は総じて裕福である一方で、市南部や郡南西部には全米有数の貧困地帯が広がっている。
しかし2000年代に入り、アトランタの人口動態は大きく変化した。アトランタ市内の各所でジェントリフィケーションが進んだり、それまで郊外に住んでいた白人の間で長時間の通勤を避けてダウンタウンの近くに住もうとする都心回帰の動きが見られるようになったりした結果、全米の他地域をしのぐペースで白人人口が増えてきている。こうしてアトランタ市域に戻ってきた白人は主にミッドタウンなどに住み着くようになってきている。また一方では、アフリカ系の住民の中にも、裕福なプロフェッショナル職が出てきたりしている。
アトランタ市内各所で進むジェントリフィケーションや都心回帰の動きの中にあっても、依然としてアトランタの都市地域は市域外にも広く散らばっている。アトランタに限らず、アメリカ合衆国の主要都市ではその都市地域が市域外にも広くスプロールしている例が多いが、アトランタは特にその傾向が顕著である。アトランタの都市圏はフルトン郡を中心に29郡にまたがり、その面積は22,602km2 (8,726mi2) に及ぶ。これは東京都・神奈川県・千葉県・埼玉県・静岡県をあわせた面積にほぼ相当するほどの広さである。アトランタの市域内には、アトランタの都市圏人口の約1/10が暮らしているに過ぎない。アメリカ合衆国統計局による2000年の推計では、アトランタの昼間人口は676,431人を数え、夜間人口よりも25万人以上多い。昼夜人口比率は162.4%に達し、全米の市域人口250,000人以上の都市の中ではワシントンD.C.に次いで2番目に高い値である。

### 市域人口推移
以下にアトランタ市における1850年から2020年までの人口推移をグラフおよび表で示す。アトランタ・サンディスプリングス・アルファレッタ都市圏、およびアトランタ・アセンズ・クラーク郡・サンディスプリングス広域都市圏全体の人口については、アトランタ都市圏#都市圏を構成する郡を参照のこと。
| 統計年 | 人口      | 順位 |
| ------ | --------- | ---- |
| 1850年 | 2,572人   | -    |
| 1860年 | 9,554人   | 99位 |
| 1870年 | 21,789人  | 61位 |
| 1880年 | 37,409人  | 49位 |
| 1890年 | 65,533人  | 42位 |
| 1900年 | 89,872人  | 43位 |
| 1910年 | 154,839人 | 31位 |
| 1920年 | 200,616人 | 33位 |
| 1930年 | 270,366人 | 32位 |
| 1940年 | 302,288人 | 28位 |
| 1950年 | 331,314人 | 33位 |
| 1960年 | 487,455人 | 24位 |
| 1970年 | 496,973人 | 27位 |
| 1980年 | 425,022人 | 29位 |
| 1990年 | 394,017人 | 36位 |
| 2000年 | 416,474人 | 39位 |
| 2010年 | 420,003人 | 40位 |
| 2020年 | 498,715人 | 38位 |

## 姉妹都市
アトランタは以下18都市と姉妹都市提携を結んでいる。
- オリンピア（ギリシャ）
- コトヌー（ベナン）
- サルセド（ドミニカ共和国）
- ザルツブルク（オーストリア）
- 台北市（中華民国）
- 大邱広域市（大韓民国）
- トゥールーズ（フランス）
- トビリシ（ジョージア）
- ニューカッスル・アポン・タイン（イギリス）
- ニュルンベルク（ドイツ）
- ブカレスト（ルーマニア）
- 福岡市（日本・福岡県）
- ブリュッセル（ベルギー）
- ポートオブスペイン（トリニダード・トバゴ）
- モンテゴ・ベイ（ジャマイカ）
- ラアナナ（イスラエル）
- ラゴス（ナイジェリア）
- リオデジャネイロ（ブラジル）